# Terremoto de Pica de 1976
El terremoto de Pica de 1976 fue un sismo ocurrido el 30 de noviembre de 1976 a las 00:40 UTC (día 29 de noviembre a las 21:40 hora local). Tuvo una magnitud de 7,6 Mw, 7,3—7,6 Ms o 6,5 Mb. El epicentro del terremoto se ubicó a 48 kilómetros al este de Pica.

## El terremoto
El sismo tuvo epicentro a 137 kilómetros al sureste de Iquique, en el Desierto de Atacama. Fue sentido en todo el Norte Grande de Chile. Además, llegó a sentirse en el sur del Perú y en Bolivia.
La intensidad máxima en la escala sismológica de Mercalli alcanzó los VIII grados en la Provincia del Tamarugal y VI—VII grados en Iquique.

## Efectos
Una persona falleció y otras 13 terminaron heridas. Viviendas en Arica, Camiña, Huara y Pozo Almonte sufrieron considerables daños. Además, fueron reportados derrumbes de tierra y algunas carreteras fueron bloqueadas.
El museo de Pozo Almonte fue destruido por el sismo, por lo cual se construyó uno nuevo en septiembre de 1977.